# HMNZS Canterbury (2006)

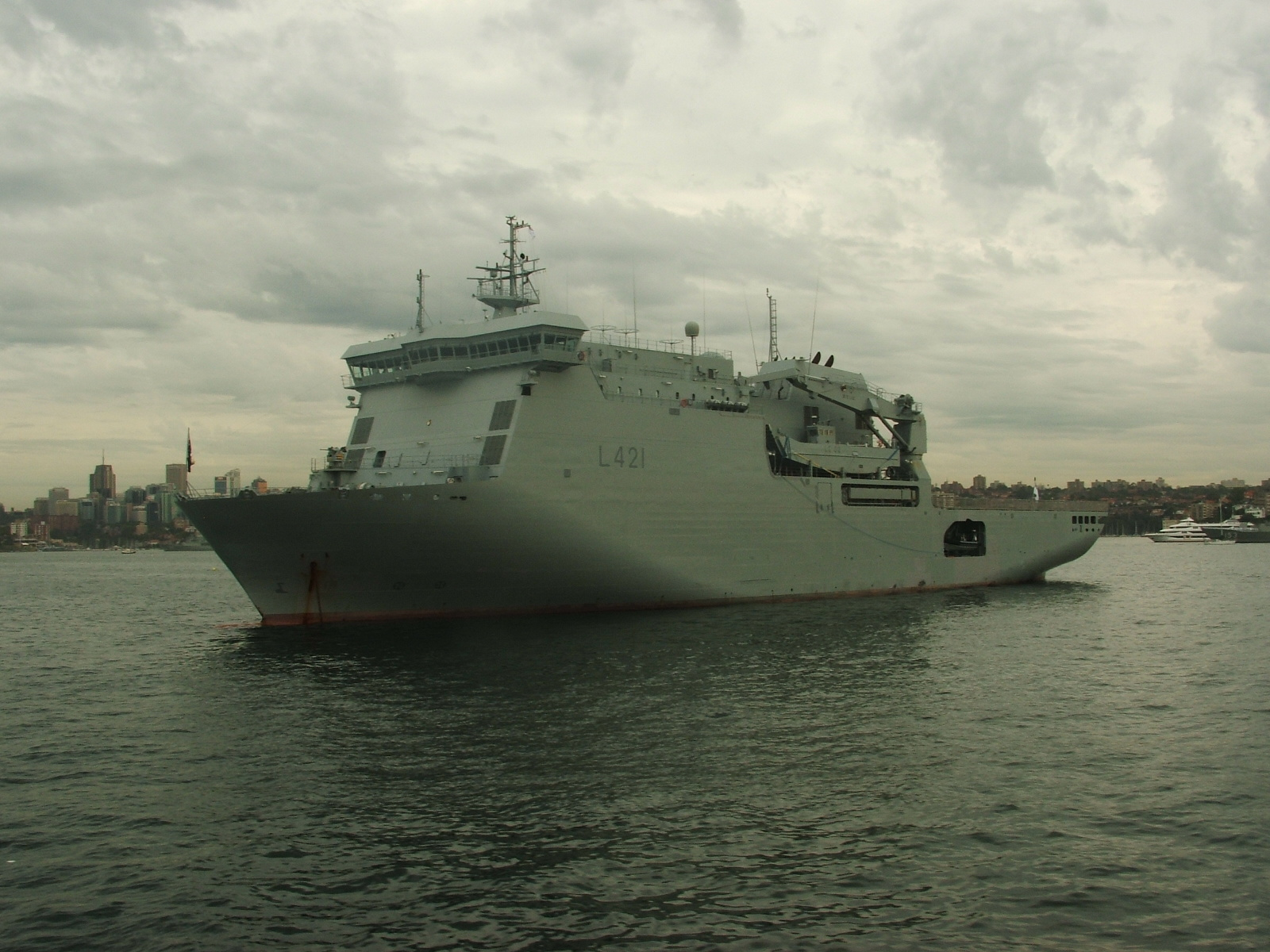

HMNZS Canterbury (L421) («Кентербер́и») — универсальный десантный корабль, построенный для ВМС Новой Зеландии как замена десантным кораблям «Чарльз Уфам» («Чарльз Апхэм»). Введён в состав флота Новой Зеландии 11 февраля 2006 года. По состоянию на 2013 год, находится в строю.

## История
В апреле 2004 года по результатам проведённого тендера правительство Новой Зеландии подписало с австралийской компанией Tenix Defense контракт стоимостью 500 млн новозеландских долларов (около 300 млн дол. США) на строительство семи кораблей, включая универсальный десантный корабль «Кентербери», два патрульных корабля прибрежной зоны и четыре прибрежных патрульных катера. УДК «Кентербери» стоимостью 200 млн дол. является самым большим и дорогостоящим судном серии и должен был заменить десантный корабль «Чарльз Уфам».
Основным подрядчиком строительства судна являлась австралийская компания Tenix Defense, а непосредственная постройка осуществлялась голландской фирмой Mervede. Окончательное оснащение корабля вооружением и другими системами осуществлялось Tenix в Австралии.

## Конструкция
«Кентербери» представляет собой транспортное судно, выполненное по схеме «ро-ро», оснащённое дизель-электрической энергетической установкой.

На нём могут базироваться четыре вертолёта NH90 или два SH-2G Super Seasprite, а также два десантных катера типа LCM, которые способны транспортировать до 50 тонн груза и обеспечивать высадку личного состава, техники и грузов на необорудованное побережье. Корабль не имеет классического дока — два десантных катера спускаются через рампу в корме и загружаются уже на плаву с помощью 60-тонных кранов. «Кентербери» способно брать на борт роту десанта (250 человек) вместе с лёгкой бронетехникой, вооружением и экипировкой.

## Авиационная группа
В состав авиационной группы может входить один вертолёт SH-2G Super Seasprite, вооружённый самонаводящимися торпедами, глубинными бомбами, ракетами «воздух-поверхность» AGM-65 Maverick, или пулемётами M60.

## Галерея

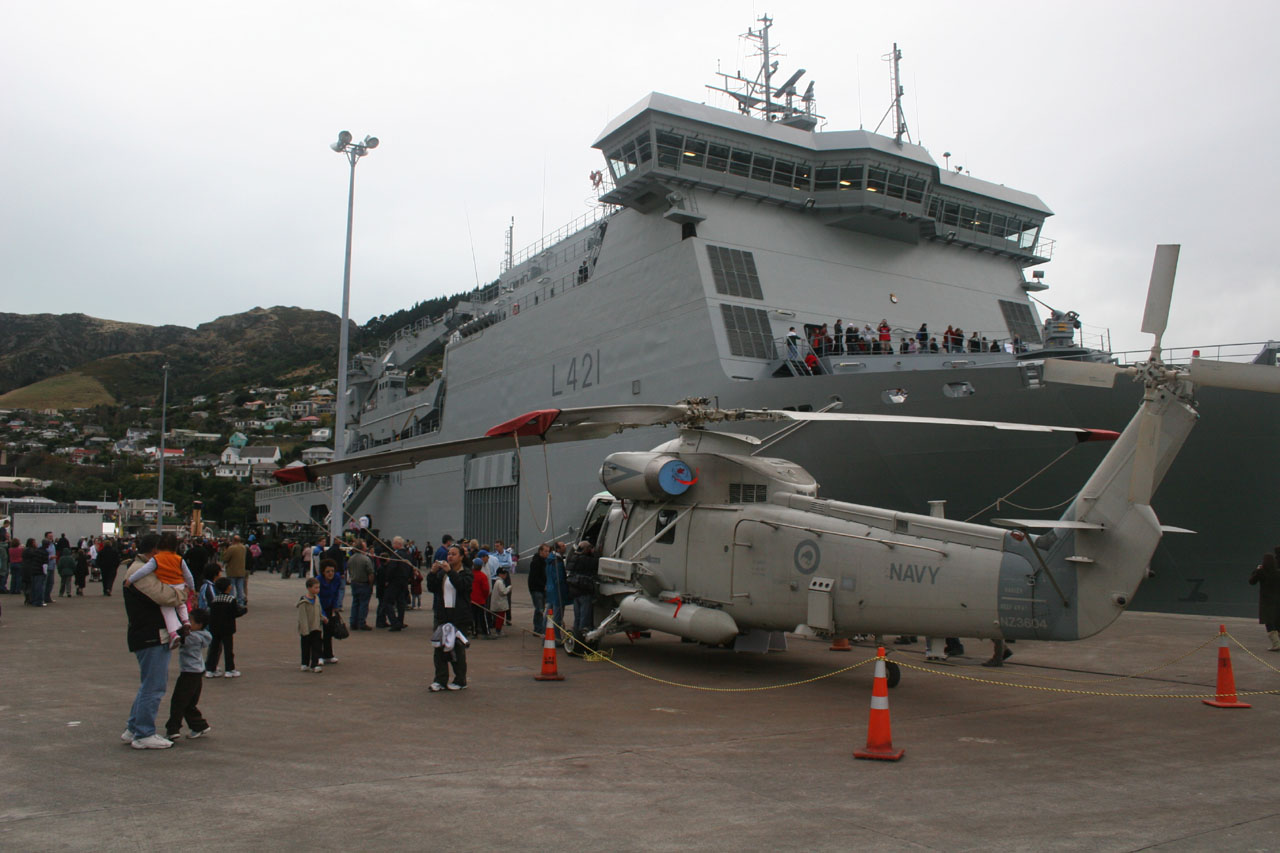
Canterbury и вертолёт SH-2G Super Seasprite
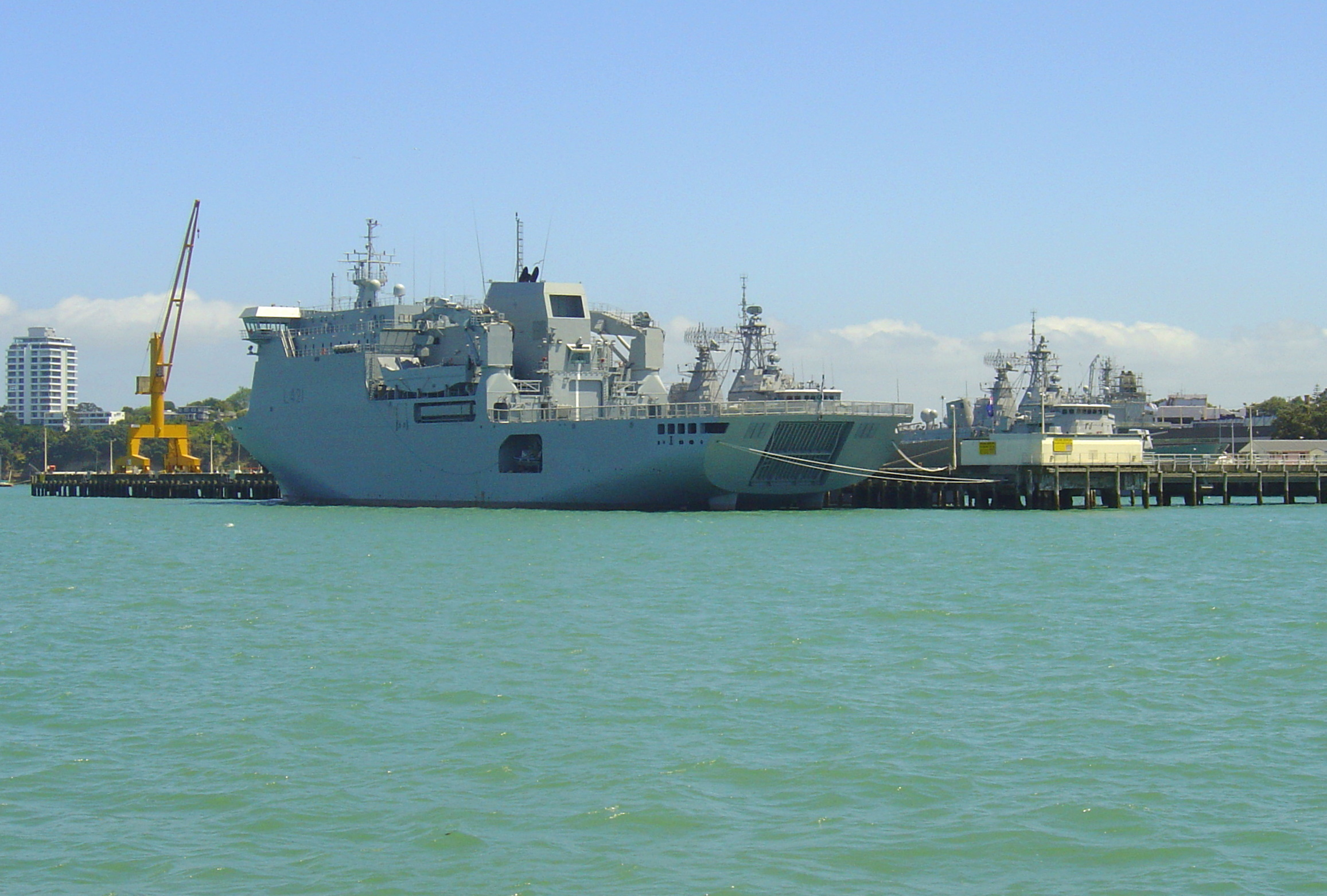
HMNZS Canterbury
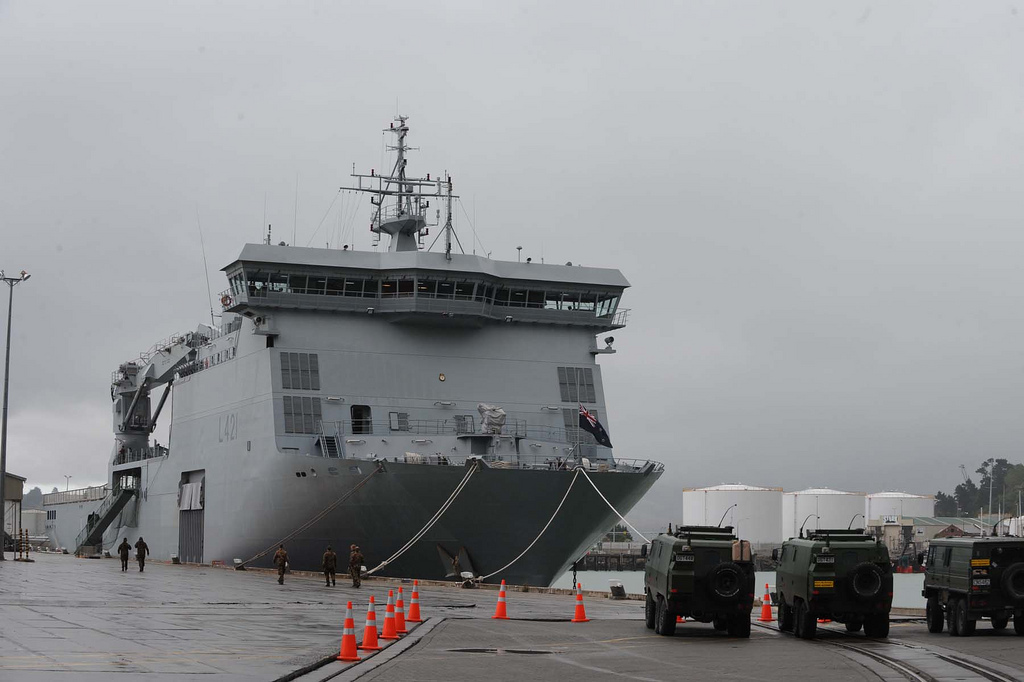
HMNZS Canterbury